# Rod Guimont
Rod Guimont (Trail, Brit Columbia, 1958. április 16. –) kanadai jégkorongozó.

## Pályafutása
Komolyabb junior karrierjét a WCHL-es Victoria Cougarsban kezdte 1974–1975-ben és csak egy mérkőzésen lépett jégre amin egy gólt ütött. A következő idényben is itt játszott de csak három mérkőzésen lépett jégre és egy gólt ütött valamint egy asszisztot jegyzett. 1976–1977-ben a Lethbridge Broncoshoz került ahol két szezont töltött. Az utolsóban 60 mérkőzésen 93 pontot szerzett. Az 1978-as NHL-amatőr drafton a Colorado Rockiers választotta ki az ötödik kör 74. helyén. Ezután az IHL-es Muskegon Mohawksba került ahol 68 mérkőzésen 68 pontot szerzett. Majd még ebben az idényben átkerült az AHL-es Philadelphia Firebirdsbe ahol hat mérkőzésen egy asszisztot jegyzett. 1979-ben visszavonult.

## Külső hivatkozások
- Statisztika